# Prato (provins)
Provinsen Prato  (it. Provincia di Prato ) er en provins i regionen Toscana i det centrale Italien. Prato er provinsens hovedby.
Der var 256 373 indbyggere ved folketælling en i 2020.

## Geografi
Provinsen Prato grænser til:
- i nord mod provinsen Bologna
- i øst mod provinserne og Pistoia
- i syd mod provinsen Firenze
- i vest mod Firenze.

## Kommuner
- Prato
- Montemurlo
- Carmignano
- Vaiano
- Poggio a Caiano
- Vernio
- Cantagallo